# Prieuré Saint-Martin de Daumeray
Le prieuré Saint-Martin est un prieuré situé à Daumeray, en France.

## Localisation
Le prieuré est situé dans le département français de Maine-et-Loire, sur la commune de Daumeray.

## Historique
L'édifice est inscrit au titre des monuments historiques en 2005.